# Eberhard Berent

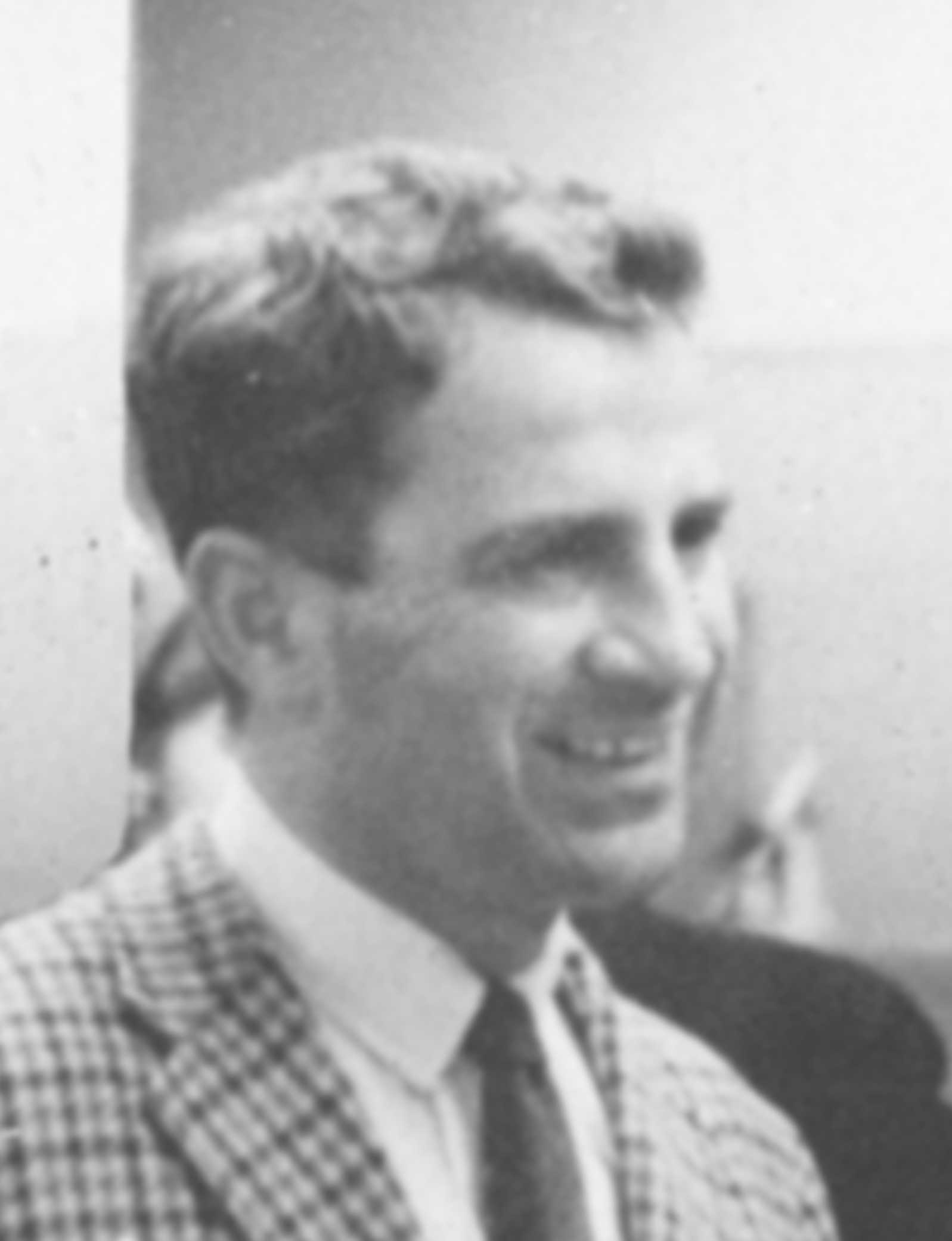
Eberhard Berent (1967)

Eberhard Berent (* 25. Februar 1924 in Guben, Deutschland; † 11. Dezember 2013 in Freilassing, Deutschland) war ein deutsch-amerikanischer Germanist und Professor der New York University.
Von 1964 bis 1970 war er Chairman des German Departments am Washington Square College der NYU. Nach frühzeitiger Pensionierung aus gesundheitlichen Gründen im Jahr 1987 zog er sich auf seinen Landsitz im Hudson Valley zurück.

## Leben
Eberhard Berent wuchs als Sohn des Dermatologen Kurt Berent und seiner Ehefrau Empe, geborene Poetko, einer Kaufmannstochter, zusammen mit seiner Schwester Uschi in Guben auf. Die Familie war evangelisch. Da er wegen seiner jüdischen Großeltern väterlicherseits zunehmend Schwierigkeiten auf der Oberschule in Guben hatte, schickten seine Eltern den damals Elfjährigen im Herbst 1935 auf die von den Reformpädagogen Paul und Edith Geheeb (den Begründern der Odenwaldschule) geleitete Ecole d’Humanité in Versoix bei Genf.
Da sich die Situation in Deutschland für verfolgte Juden weiterhin verschlechterte, bemühten sich die Eltern um Auswanderung. Aus diesem Grunde musste der inzwischen Vierzehnjährige im Jahr 1938 die Oberschulausbildung in der Schweiz vorzeitig abbrechen und eine Betriebsschlosserlehre in Deutschland beginnen. Wegen Kriegsausbruch war schon nach kurzer Zeit keine Auswanderung mehr möglich, die Ausbildung konnte jedoch his zur Facharbeiterprüfung fortgesetzt und abgeschlossen werden. Mit viel Glück und einiger Hilfe begann der junge Berent im Jahr 1941 mit einem Ingenieurstudium auf dem Technikum Ilmenau, welches er im Sommer 1944 als Maschineningenieur abschloss. Nach dem Studium war Eberhard Berent zunächst als Konstrukteur für die Gubener Maschinenfabrik Carl Heinze tätig, ehe er im Februar 1945 von den heranrückenden russischen Truppen auf offener Straße ergriffen und als Zwangsarbeiter nach Odessa verschleppt wurde.
Nach seiner Rückkehr aus der zweijährigen Internierung in Russland fand Eberhard Berent in Deutschland chaotische Verhältnisse vor. Allein die Mutter und seine Schwester, welche nach Schweden geflohen waren, hatten die Verfolgung überlebt. So versuchte er sich auf den verschiedensten beruflichen Wegen, bis er im Jahre 1951 eine halbwegs passende Stellung in der Auslandsabteilung der Siemens-Schuckertwerke in Erlangen als Ingenieur und Übersetzer für Englisch und Französisch fand.
Im Jahr 1953 entschloss sich Eberhard Berent seiner Tante, Margarete Berent zu folgen, die als Anwältin für die City von New York arbeitete, und wanderte in die USA aus. Seine erste Station in den Vereinigten Staaten war der Ort Ithaca im Staate New York. Dort befindet sich die Ivy League Universität Cornell, an der einer seiner Sponsoren, Professor Shepherd, lehrte. Die Sehnsucht nach einer humanistischen Ausbildung war im jungen Berent sehr groß. Da jedoch eine formelle Zulassung zum Studium aufgrund der mangelnden Schulausbildung und des fehlenden Abiturs nicht möglich war, fand man an der Universität die Lösung in einem Probesemester als Gasthörer, im Verlaufe dessen Berent anhand besonderer Leistungen zeigen musste, dass eine außerordentliche Zulassung zum Studium der Germanistik gerechtfertigt war.
Nach der Promotion im Jahre 1959 über das Thema „Die Auffassung der Liebe bei Opitz und Weckherlin und ihre geschichtlichen Vorstufen“, welche 1970 auch in Buchform bei Mouton (Hague) veröffentlicht wurde, ging Berent von 1959 bis 1962 als Assistant Professor an die renommierte Brown University in Providence, Rhode Island. Nach dreijähriger Lehrtätigkeit, unterbrochen von einem kurzen Intermezzo an der Emory University in Atlanta, entschied sich Berent für die New York University, wo er von 1964 bis 1970 als Chairman des German Departments am Washington Square College der NYU wirkte. Von da an bis zu seiner Emeritierung im Jahre 1987 gehörte Berent der Fakultät des German Departments der NYU an, wo er in erster Linie Vorlesungen über den Barock und Goethe hielt.
Berent war mit der deutschen Ärztin Christa Gädeke († 1989) verheiratet.
Im Jahre 2003 kehrte Eberhard Berent ganz nach Deutschland zurück. Unter dem Eindruck des Niedergangs der einst blühenden deutschen Kultur, und um dem zunehmenden Zerfall, der auch die Germanistik in den USA erfasst hatte, ein sichtbares Zeichen entgegenzusetzen, stiftete er im Jahr 2007 dem German Department der New York University einen permanenten Goethe-Lehrstuhl.
Darüber hinaus war es sein erklärtes Ziel, das Mittelalter mit seinen großen Epen und dem Minnesang weiterhin im allgemeinen Bewusstsein zu erhalten, nachdem viele amerikanische Universitäten mittlerweile dazu übergegangen seien, diese Wissensgebiete ähnlich wie auch die alten Sprachen einfach fallen zu lassen.
Zusätzlich hat Eberhard Berent die Schweizer Internatsschule Ecole d’Humanité, die Schule seiner Kindheit, welche ihn für sein weiteres Leben prägte, in seinem Testament begünstigt und so den Bau eines neuen Schulgebäudes in Hasliberg Goldern ermöglicht. Unter dem Motto „und was man ist, das blieb man andern schuldig“ (Goethe) wurde das Eberhard-Berent-Haus als Studierzentrum mit Bibliothek und Ort der Begegnung errichtet, und somit seine Vision realisiert.
Für seine Verdienste um die New York University wurde Eberhard Berent im Jahr 2008 vom Dekan der New York University, Edward Sullivan, die Sir-Harold-Acton-Medaille überreicht.

## Schriften
- Die Auffassung der Liebe bei Opitz und Weckherlin und ihre geschichtlichen Vorstufen (= Studies in German literature. 15, ZDB-ID 190991-5). Mouton, Den Haag u. a 1970.
- Frauenverehrung und Frauenverachtung in der Dichtung des frühen Barock. In: Robert A. Fowkes, Volkmar Sander (Hrsg.): Studies in Germanic languages and literature. Presented to Professor Ernst A. G. Rose. Hutzler, Reutlingen 1967, S. 21–34.